# اچ‌دی‌ام‌اس لوگن (۱۷۹۱)
اچ‌دی‌ام‌اس لوگن (۱۷۹۱) (به انگلیسی: HDMS Lougen (1791)) یک کشتی بود که طول آن 93 ft 6 in بود. این کشتی در سال ۱۷۹۱ ساخته شد.